# Kvatakhevi
Le monastère de Kvatakhevi (en géorgien ქვათახევი) est un monastère orthodoxe géorgien médiéval situé en Kartlie intérieure, à 55 kilomètres à l'ouest de Tbilissi.

## Description
Le monastère est situé non loin du village de Kavtiskhevi au fond d'une gorge sur le flanc nord des monts Trialeti. Fondé au XIIe ou XIIIe siècle, le monastère ressemble à ceux de Béthanie, Pitareti ou Timotessoubani et est un exemple de l'architecture canonique géorgienne. Le dôme et les encadrements des fenêtres sont décorés de riches motifs en pierre taillée. Une grande croix orne la façade orientale.
Le monastère a été ravagé lors des invasions de la Géorgie par Tamerlan au XIVe siècle.